# Convenția Alpină

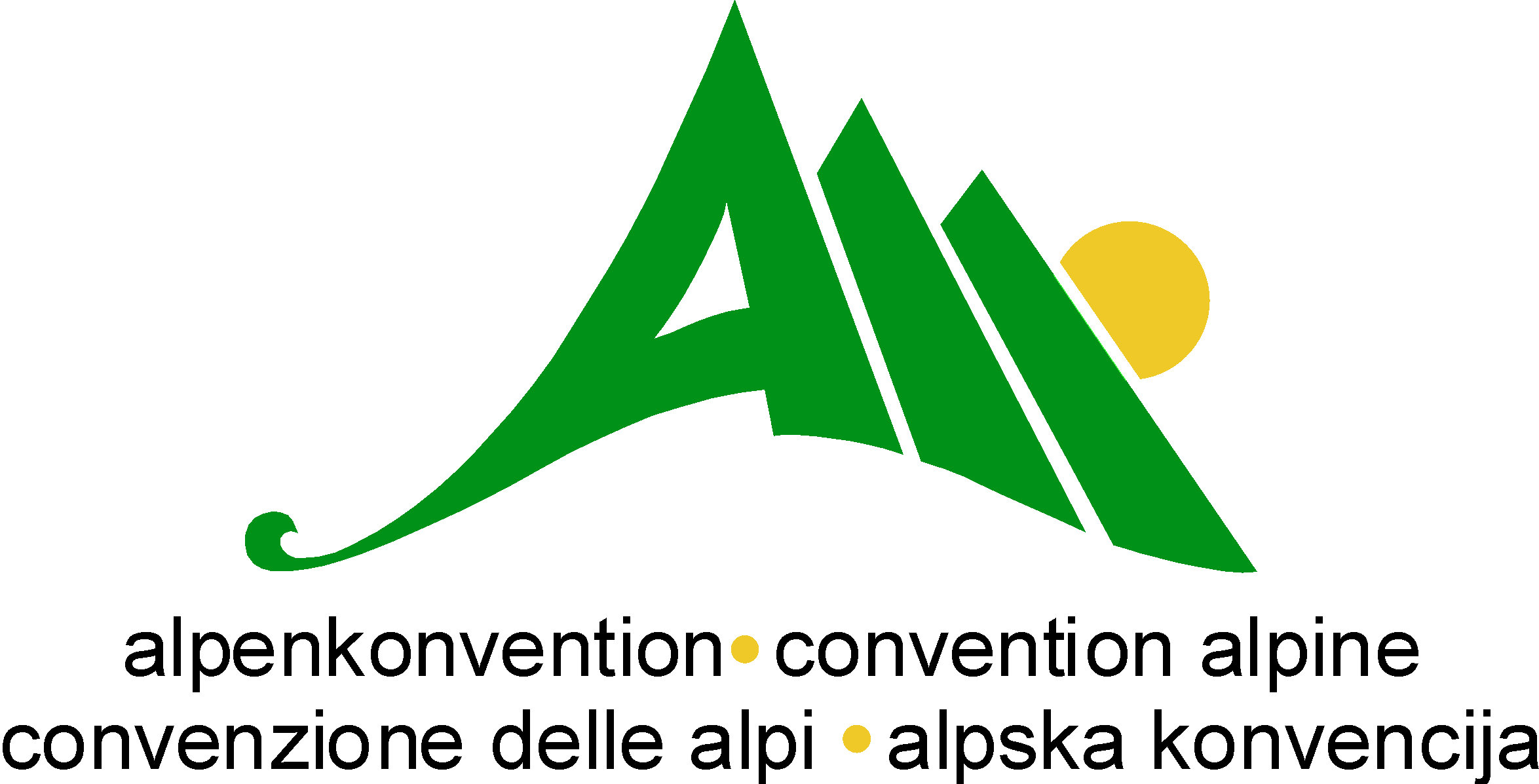
Logo

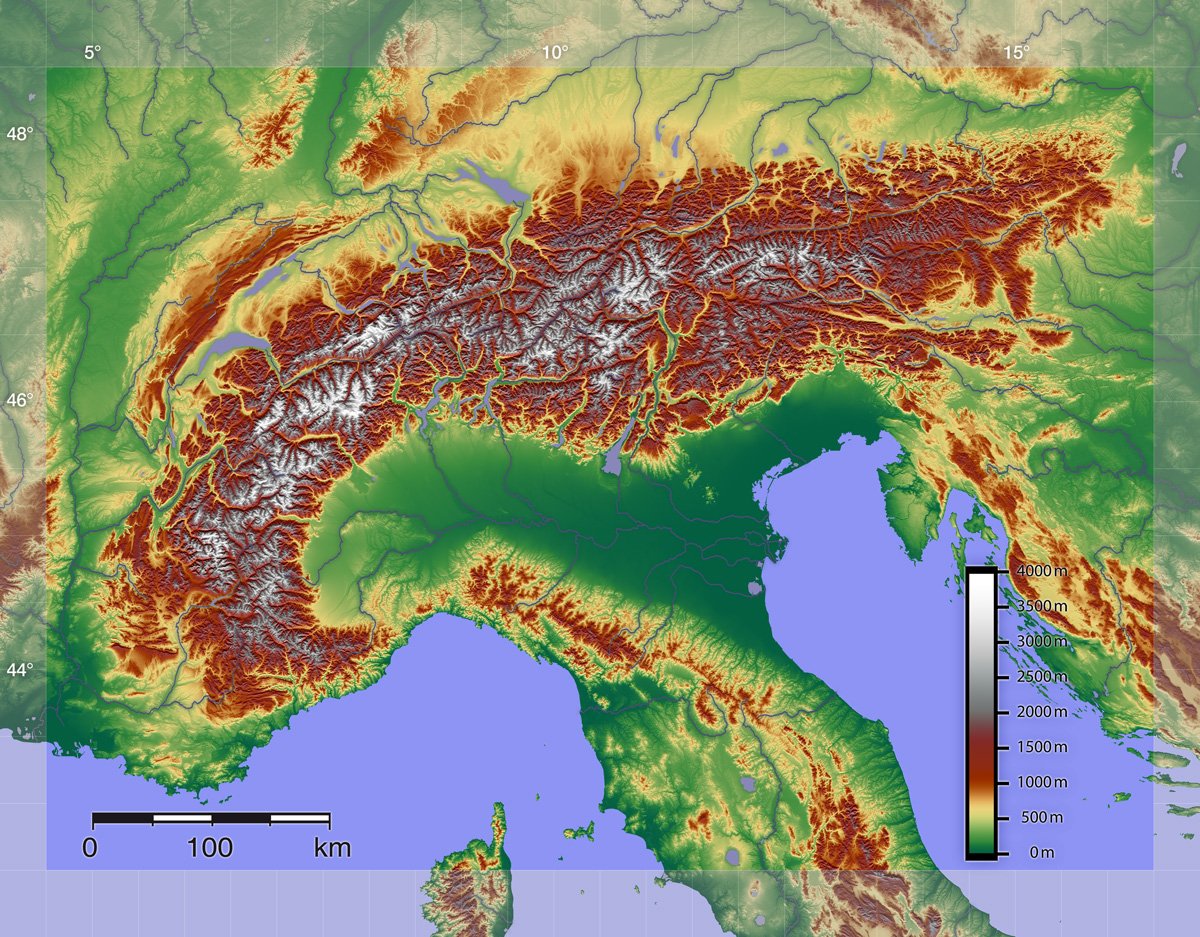
Alpilor

Convenția Alpină este un tratat internațional teritorial pentru dezvoltarea durabilă a Alpilor. Obiectivul tratatului este de a proteja mediul natural al Alpilor promovând în același timp dezvoltarea sa. Această Convenție-cadru implică Uniunea Europeană și opt state (Austria, Germania, Franța, Italia, Liechtenstein, Monaco, Slovenia și Elveția). Deschis spre semnare în 1991 și constând dintr-o convenție-cadru, diverse protocoale de punere în aplicare și de declarații, a intrat în vigoare în 1995, contribuind la consolidarea recunoașterii calităților speciale și caracteristicilor specifice ale Alpilor, depășind granițele naționale și solicitând acțiuni internaționale.